# Dick Clark (cestista)
Richard Coyle Clark, detto Dick (Findlay, 5 gennaio 1944 – Connelly Springs, 4 settembre 1988), è stato un cestista statunitense, professionista nella ABA.